# Kindersley n.º 290
Kindersley n.º 290 es un municipio rural canadiense situado en la provincia de Saskatchewan.

## Superficie
Kindersley n.º 290 tiene una superficie de 2164,53 km².

## Demografía
En 2021, tenía 1003 habitantes, una densidad poblacional de 0,5 hab./km², y 412 viviendas.